# Cratichneumon annulatipes
Cratichneumon annulatipes là một loài tò vò trong họ Ichneumonidae.